# Paul Fildes
Paul Gordon Fildes FRS (n. 10 de febrero de 1882 - f. 5 de febrero de 1971) fue un patólogo y microbiólogo británico que trabajó en Porton Down durante la Segunda Guerra Mundial.
Bisnieto de Mary Fildes, activista que formó parte de los eventos de los sucesos de Peterloo e hijo de Sir Luke Fildes, pintor e ilustrador.
Fue un oficial médico con rango de Capitán de Corbeta del Royal Naval Reserve. Trabajó en el Royal Naval Hospital Haslar (1915-19) siendo galardonado con la Orden del Imperio Británico en 1919. Ayudó a Donald O. Woods a descubrir como las sulfamidas trabajan y fue un miembro de la plantilla científica del Medical Research Council (1934-49); fue además miembro de la Royal Society y autor sobre varios trabajos acerca de la hemofilia y la sífilis. Fildes recibió la Medalla Copley en 1963. Es padre del artista Luke Fildes.
Fildes supuestamente afirmó haber colaborado con la Operación Antropoide, una operación militar cuyo objetivo era el asesinato del jerarca nazi Reinhard Heydrich en Praga, habiendo proporcionado a los miembros de la resistencia checa implicados granadas Gammon con la toxina botulínica.